# Tootsie
Tootsie je hvaljena američka romantična komedija iz 1982. koju je režirao Sydney Pollack a koja govori o glumcu Michaelu Dorseyju (Dustin Hoffman, koji je za svoju ulogu osvojio svoj treći Zlatni globus i četvrtu BAFTA-u u karijeri) koji se preruši u ženu kako bi dobio ulogu u TV seriji, ali se zaljubi u jednu od glumica na snimanju. Jedna od glavnih tema priče je ispitivanje uloga, identiteta i percepcije muško-ženskih odnosa, što se poklopilo s nekoliko sličnih filmova koji su objavljeni iste godine (Yentl, Victor/Victoria). Film je osvojio Zlatni globus u kategoriji najboljeg filma komedije ili mjuzikla te je prema odluci članova Američkog filmskog instituta zauzeo drugo mjesto na listi "100 godina...100 smijeha" (prvo je zauzeo Neki to vole vruće).
Američki filmski institut ga je također stavio i na 62. mjesto na listi "100 najboljih filmova svih vremena", 1998. je uključen u Državni filmski registar,  a Ceh scenarista Amerike je scenarij kojeg su napisali Murray Shisgal i Larry Galbert stavio na 17. mjesto na listi "101 najboljih scenarija ikada napisanih". Časopis Premiere je lik Dorothy Michaels/ Michael Dorsey stavio na 39. mjesto na listi "100 najboljih filmskih likova svih vremena". a Hoffmanovu interpretaciju istog na 33. mjesto na listi "100 najboljih filmskih izvedbi svih vremena"

## Radnja
New York. Michael Dorsey je marljiv i ustrajan glumac, ali ga nitko ne želi zaposliti pa povremeno radi po kuhinjama kao perač suđa ili daje instrukcije drugim mladim glumcima. Nakon svojeg rođendana, otprati svoju dobru prijateljicu Sandy na audiciju za jednu TV sapunicu o bolnici, no ova ne dobiva ulogu a Michael čak dobije i pogrde svojeg agenta Georgea Fieldsa jer ga nitko ne želi zaposliti zbog svojeglave naravi. Kako bi nabavio novac za kazališnu predstavu svojeg prijatelja Jeffa i konačno dobio posao, Michael izgubi strpljenje te se maskira u ženu, nazove Dorothy Michaels i prijavi na audiciju za istu TV sapunicu. Iznenađujuće, dobiva ulogu, no to taji od većine prijatelja. No s vremenom mu je sve teže glumiti ženu, pogotovo od kada se zaljubio u glumicu Julie, samohranu majku koja glumi jednu od medicinskih sestara i čiji je povremeni ljubavnik Ron ujedno i redatelj serije. 
S vremenom se Dorothy i Julie sprijatelje a serija postane poprilično popularna. No u Dorothy se zaljubi istodobno i Julijin otac, Les, te jedan od glumaca u seriji, John Van Horn, koji je već poljubio svaku glumicu u seriji. Michael se jada svojem agentu Georgeu, ali ovaj mu objasni da ga ne može izvuči iz serije jer je potpisao ugovor koji se automatski produžuje sa svakom novom sezonom u seriji. Kada se stvari previše zakompliciraju nakon što Dorothy pokuša poljubiti Julie, Michael odluči konačno otkriti svima istinu. Pri emitiranju serije uživo, Dorothy skine masku i svi otkriju da se radi o muškarcu, Michaelu. I gledatelji i zaposlenici u studiju su u šoku. Julie se na to jako naljuti na njega, ali se njih dvoje na kraju ipak pomire.

## Glumci
- Dustin Hoffman u ulozi Michaela Dorseyja/ Dorothy Michaels
- Jessica Lange u ulozi Julie Nichols
- Teri Garr u ulozi Sandy Lester
- Bill Murray u ulozi Jeffa Slatera
- Dabney Coleman u ulozi Rona
- Charles Durning u ulozi Lesa Nicholsa
- Sydney Pollack u ulozi Georgea Fieldsa
- George Gaynes u ulozi Johna Van Horna
- Geena Davis u ulozi April

## Produkcija

### Scenarij i glumačka ekipa
Don McGuire je napisao scenarij o muškarcu koji se preobuče u ženu pod naslovom Bi li ja tebi lagao?. Producent Charles Evans je kupio prava na scenarij koji je 1978. privukao pozornost komičara Buddyja Hacketta koji je htio igrati agenta u filmu. Prije njega, Evans je htio da George Hamilton igra glavnu ulogu, dok su Dick Richards i Bob Kaufman unajmljeni za "poliranje" scenarija.
Nakon što je pročitao novu verziju scenarija, Evans je smatrao da Hamilton nije ispravan izbor za glavnu ulogu te je razmišljao o drugim komičarima kao što su Chevy Chase i George Segal. Richards je pokazao Dustinu Hoffmanu scenarij dok su bili u avionu, a glumcu se svidjela priča. U to vrijeme, Hoffman je već razgovarao sa scenaristom, Murrayjom Schisgalom, o mogućnosti pisanja priče u kojoj bi igrao muškarca koji se preruši u tenisačicu te stigne sve do Wimbeldona gdje ga pobijedi 13-godišnja djevojčica. Schisgal je tako postao treća generacija scenarista u toj priči. Hoffman je pristao glumiti u filmu jedino pod uvjetom da mu se da potpuna kontrola, što je Evansu odgovaralo pošto je zahvaljujući njemu postigao dogovor s Columbia Pictures. Hoffman je također dao novi naslov filmu, Tootsie, pošto je njegova majka govorila ""Tootsie Wootsie" dok ga je kao dijete bacala u zrak. Hoffman je film posvetio svojoj majci, koja je preminula 1981.
Hoffman je isprva htio da redatelj filma bude Hal Ashby, koji mu je još 1978. htio dati glavnu ulogu u antiratnoj drami Povratak veterana, ali je ovaj tada već bio pod ugovorom za drugi film. Međutim, Ashby je još uvijek bio zauzet drugim filmom, tako da je Sydney Pollack predložen za novog redatelja dok je Larry Gelbart, scenarist M.A.S.H.-a, postao četvrti scenarist. Iako je Hoffman volio neke Pollackove ideje, također je neke odbacivao, zbog čega su se često svađali oko pojedinih scena. Prilikom odabira glumaca, i Hoffman i Pollack su se složili oko izbora Charlesa Durninga i Teri Garr, koja je imala "komičnu nedužnost". Bill Murray je izabran zbog svoje improvizacijske vještine u televizijskoj emisiji Saturday Night Live.
Najviše pomutnje izazvao je odabir glumca za ulogu agenta Georgea Fieldsa. Pošto je Hackett privukao pažnju na scenarij, neki su htjeli da on igra tu ulogu, no Pollack je istu htio dati Dabneyju Colemanu a Hoffman je htio da ju igra sam Pollack. Nakon mnogo nagovaranja, Pollack je prihatio ulogu iako nije htio glumiti u filmu kojeg režira. Gelbart je u međuvremenu prepravio scenarij dajući mu glavnu temu, zaokružene likove te ironiju koja je zamijenila neke razuzdane situacije. Jedna od njegovih inspiracija bila je Shakespearova komedija Tri kralja ili kako hoćete i Goldonijev Sluga dvaju gospodara u kojima se žene prerušavaju u muškarce.
Elaine May je također prepravila scenarij - njen rukopis osjeća se u scenama sapunice, liku Van Horna i Jeffa, kojeg je dodala u priču. Kada je 1. travnja 1982. započelo snimanje, scenarij se još uvijek prepravljao iako je već potrošeno 1,5 milijuna $ na pisce. Jednom prilikom, filmska ekipa je unajmila plesni studio jer je tamo trebao živjeti Michael Dorsey, no to je promijenjeno tako da lokacija više nije bila potrebna. Drugom prilikom, u scenariju je bila predviđena scena u kojoj Dorothy ovo savjetuje Juliji u svezi njenog ljubavnog života: "Zašto siješ sirak kad želiš krupicu?", a ona odgovori: "Kao što ti uvijek kažeš, dijete koje ne pita, ne dobije krupicu." Hoffman je taj dijalog htio ukloniti. No Pollack je tu scenu smatrao smiješnom. Nakon dugačke rasprave, koja je zaustavila snimanje filma gotovo cijeli dan, Pollack je odustao od tog dijaloga. Na setu se borio s redateljom za svaku riječ u scenariju.

### Šminka i kostimi
| Dustin Hoffman i redatelj Sydney Pollack |  | Dustin Hoffman i redatelj Sydney Pollack |
| Dustin Hoffman i redatelj Sydney Pollack |  |                                          |

Kako bi odlglumio što uvjerljiviju ženu, depilirao je bradu voskom, vježbao ženski glas na južnjačkom naglasku, feminizirane geste te si dopustio da mu se očupa dio obrva. Iako je snimanje trajalo samo 98 dana, Hoffman je uložio gotovo četiri godine u pripreme za film, zbog čega dugo nije bio na raspolaganju za bilo koji drugi projekt, i to usprkos činjenici što je sa svojim prethodnim filmom, Kramer protiv Kramera, osvojio Oscara. Uzimao je doze vitamina B12, vježbao te prešao na zdraviju hranu.
Hoffman je također odlučio nositi naočale, a specijalisti za šminku su mu nabavili periku, ruž za usne te umjetne grudi koje su koštale samo 175 $. Također je morao obrijati leđa i ruke, obući odjeću koja će prikriti njegovu adamovu jabučicu i nositi šminku temeljenu na lateksu koja traje samo par sati. Tony Marrero, stilist, je isprobao nekoliko perika na Hoffmanu, uključujući i plavokosu. No Hoffman je htio stvoriti iluziju kako bi izgledalo da se rodio kao žena. Dick Smith, specijalist za šminku koji je već surađivao s Hoffmanom u filmu Mali veliki čovjek mu je nabavio tanko zubalo koje bi prekrilo njegovu muževnu čeljust. Radi potrebe snimanja, Hoffman je ustajao rano ujutro i brijao bradu u sauni jer je vrućina otvarala pore te je tako bilo lakše ukloniti dlake. Potom je potrošio i do tri sata na šminkanju. Prve scene koje su snimljene s Dorothy su bile interijeri u sapunici. Potom su na red došle scene u Julijinom stanu, no uočene su razlike u Hoffmanovom licu pošto je smršavio dosta kilograma. Stilistkinja Dorothy Pearl je ipak uspjela sakriti znatne razlike u šminci između tih dvaju scena.
U završnoj sceni, Hoffman je skrivao svoju bolnu ruku zbog nesreće s vratima. U prosjeku, snimanje je koštalo 80.000 $ dnevno. Snimanje je završilo 28. kolovoza 1982., a Pollack je izjavio za Variety da su barem dva - od ukupno 23 dana koja su sveukupno prešla rok snimanja - potrošena za ponovno snimanje nekih scena. Hoffman se također žalio što je brijanje noga na njegovoj koži izazvalo svrbež. Kostimografkinja Ruth Morley se pobrinula za Hoffmanovu feminiziranu odjeću.
Nakon montaže, Tootsie je puštena u kino distribuciju 17. prosinca iste godine.

### Odjek
Film je doživio veliki uspjeh i zaradio 177,2 milijuna $ u američkim kinima, čime je bio drugi najkomercijalniji film godine, iza ZF-a E.T. 2006. to je Tootsie svrstalo na 91. mjesto najkomercijalnijih filmova do tada a 2012. na 164. mjesto. Također je dugo vremena bio Hoffmanov najkomercijalniji film, sve do 2004., kada je tu poziciju preuzela komedija Upoznajte Fockerove.
Glumica Teri Garr je izjavila da su joj dva najdraža filma u kojima je glumila upravo Gospodin mama i Tootsie. Bill Murray se u jednom intervjuu osvrnuo na rad na ovom filmu:
| „ | Mislim da je to na neki način moj najdraži film i Sydneyja Pollacka i Dustina Hoffmana. Puno smo improvizirali na mojoj ulozi - nije bilo puno toga o njoj u scenariju. Imali su ideju za taj lik pa smo počeli izmišljati stvari, a na kraju su sve zadržali u filmu. | ” |
|   | |   |

## Nagrade
- 3 osvojena Zlatna Globusa (najbolji film komedija ili mjuzikl, glumac u komediji ili mjuziklu Dustin Hoffman, sporedna glumica Jessica Lange) i 2 nominacije (najbolja režija, scenarij).
- Osvojen Oscar (najbolja sporedna glumica Jessica Lange) i 9 nominacija (najbolji film, režija, scenarij, glavni glumac Dustin Hoffman, sporedna glumica Teri Garr, pjesma, fotografija, montaža, zvuk).
- 2 osvojene nagrade BAFTA (najbolji glavni glumac Dustin Hoffman, šminka) i 7 nominacija (najbolji film, režija, scenarij, glavna pjesma, kostimi, glavna glumica Jessica Lange, sporedna glumica Teri Garr).
- 3 osvojene Nagrade Udruge filmskih kritičara New Yorka (najbolja režija - Sydney Pollack, scenarij, sporedna glumica Jessica Lange).

## Hoffmanova anegdota
Preko 15 godina nakon premijere filma, Dustin Hoffman je ispričao anegdotu koja mu se dogodila tijekom snimanja. Nosio je kostim Dorothy Michaels te je bio s bratom Brianom kada je u njihovo dizalo na Manhattanu ušao glumac Jose Ferrer. Kako bi testirao koliko dobro može odglumiti ženu i bi li ga mogao prevariti, Hoffman se predstavio kao Dorothy Michaels, glumica u sapunici. Ferrer se rukovao s njim. Kao Dorothy, Hoffman je rekao da je "njegova velika obožavateljica" te ga obasuo komplimentima. Na kraju je Ferrera upitao bi li spavao s njim. Ferrer se iznenadio te jednostavno napustio dizalo. Hoffman je tu priču potvrdio 2008. kad je gostovao kod Davida Lettermana.

## Kritike
| „            | Romantična komedija Tootsie jedan je u nizu precijenjenih filmova Sidneyja Pollacka (Konje ubijaju, zar ne?, Moja Afrika, Jeremiah Johnson), povremeno zanimljivog veterana (Tri Kondorova dana) koji je nedostatak redateljskog talenta redovito kompenzirao skrivanjem iza velikih tema i poruka. "Tootsie" je tipično Pollackovo djelce, umjereno zabavna, ali tromo režirana komedija lišena pravog osjećaja za ritam i geg koja, međutim, pokušava reći velike stvari o muško-ženskim odnosima. U dosezanju velikih istina, Pollack kao i uvijek preskače neke elementarne stvari pa je Hoffmanov muškarac koji glumeći ženu otkriva samoga sebe zapravo prilično plošno i jeftino profiliran lik a njegova romansa s kolegicom prazna i dosadna. | ” |
| — Dean Šoša, | |   |

| „                     | Jedna od najnevjerojatnijih stvari u ovom filmu je kako su Michael i Dorothy drugačiji likovi, umjesto da budu različite fizičke manifestacije iste osobe. U stvari, teško je pomiriti činjenicu da jedan čovjek igra obje uloge, zbog čega su svačije reakcije - pogotovo one od Julie - uvjerljive kada se dogodi "otkrivanje". To je testament učinkovitosti nastupa Dustina Hoffmana. Tootsie je iznenađujuće osjetljiva s homoseksualnim temama, pokazujući puno više suzdržanosti nego kasnije slične komedije o prerušavanju u 90-ima i 00-ima...Jedan kontekst filma odnosi se na rastući broj žena na radu. Iako danas to više nije problem, bila je to rasprava u 70-ima i 80-ima kada je, u nekim uglovima, postojala blaga srdžba zbog toga što žene "oduzimaju posao muškarcima". Malo toga ima u Tootsie, pošto se Michael mora prerušiti u ženu kako bi dobio posao te dobiva seksističke primjedbe muških kolega. Dorothy je feministički osvetnik - iako je zapravo muškarac. | ” |
| — James Berardinelli, | |   |

| „            | Kao romantična komedija, nije baš toliko romantična, ali je s lakoćom jedan od najboljih filmova u kojima muškarac glumi ženu te čak i danas, četvrt stoljeća nakon premijere, Tootsie je jednostavno odlična...Ono što je najvažnije je što početak uspostavlja Michaela kao ne samo nezaposlenog glumca nego nezaposlenog jer je teško raditi s njim. To je dobar početak koji objašnjava zašto Michael odluči otići na audiciju za sapunicu kao žena. | ” |
| — Andy Webb, | |   |

| „              | Tootsie funkcionira kao priča, ne kao sprava. I funkcionira na mnogo drugih razina. "Tootise" je ona vrsta filmova s velikim slovom F koje su snimali 1940-ih, kada se nije bojali miješati apsurdnost s ozbiljnošću, socijalni komentar s farsom, te s malo nježnih trenutaka između smijeha...Film je tako dirljiv da ćete biti iznenađeni koliko možete biti ganuti na kraju jedne komedije. | ” |
| — Roger Ebert, | |   |

| „                   | Tootsie, režirana od Sydneya Pollacka, je bila jedna od najboljih komedija 1982. Većina njene zabavljačke vrijednosti i dramaturške živahnosti može se pripisati glumačkoj sposobnosti Dustina Hoffmana te literalnom bogatstvu vrhunskog scenarija Larryja Gelbarta i Murrayja Schisgala. Iako će većina izabrati uživati u filmu samo zbog njegovih elemenata farse, drugi će također naći i zanimljivo prodiranje u agonije i ekstaze glumačke karijere, konfuzije spolnih uloga i važnosti da ljubavnici budu prijatelji...Pošto sve više muškaraca dolazi u dodir sa svojom ženskom stranom a žena sa svojom muškom stranom, vjerojatno ćemo jednog dana vidjeti i izjednačavanje između spolova. | ” |
| — Frederic Brussat, | |   |

## Vanjske poveznice
- Tootsie u internetskoj bazi filmova IMDb-a
- Tootsie na Rotten Tomatoes
- Filmski.net  Arhivirana inačica izvorne stranice od 14. prosinca 2007. (Wayback Machine)
- Pregled filmova 80-ih
- Hoffman prije i nakon šminke
- Analiza DVD-a
- Velike romanse po homevideos.com  Arhivirana inačica izvorne stranice od 13. rujna 2006. (Wayback Machine)